# Смитс (Бермудские острова)
Смитс (англ. Smith's Parish) — один из девяти округов Бермуд. Вся площадь округа составляет 4,9 км². Население 5 406 человек (2010).

## История
Как и все Бермудские приходы, этот приход был назван в честь одного из девяти основных инвесторов компании по освоению острова Сомерс. Приход был назван в честь первого губернатора компании сэра Томаса Смита, который также выступал в качестве губернатора Ост-Индской компании и казначея Вирджинской компании. Смит инвестировал около £ 60 000 в Бермудские острова.

## Политика
В целях представления интересов населения округа, Смитс разделён на три района — Южный, Западный и Северный, и имеет трёх представителей в парламенте.